# Desmodium oldhamii
Desmodium oldhamii är en ärtväxtart som beskrevs av Daniel Oliver. Desmodium oldhamii ingår i släktet Desmodium och familjen ärtväxter. Inga underarter finns listade i Catalogue of Life.